# Aradophagus nicolai
Aradophagus nicolai är en stekelart som beskrevs av G. Mineo och Virgilio Caleca 1992. Aradophagus nicolai ingår i släktet Aradophagus och familjen Scelionidae. Inga underarter finns listade.